# ريزوبيا

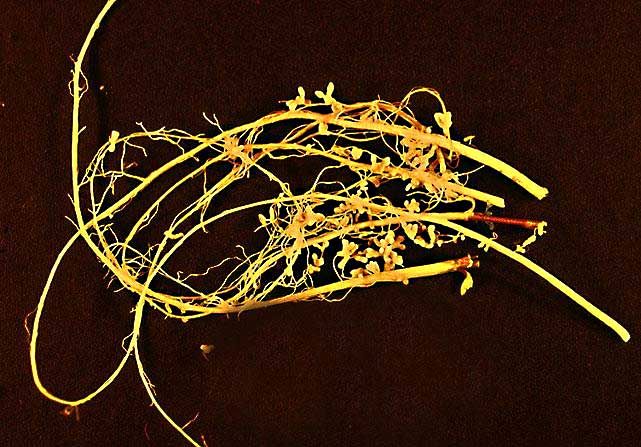
عقد جذرية، تحتوي كل منها على مليارات من بكتيريا الريزوبياكيا

الريزوبيا هي بكتيريا تربة تقوم بتثبيت النيتروجين (دايازتروف) بعد أن تستقر في العقد الجذرية للبقوليات (بقولية). تحتاج الريزوبيا إلى نبات مضيف؛ حيث لا يمكنها تثبيت النيتروجيت بشكل مستقل. وهي بشكل عام قضبان سلبية الغرام قابلة للحركة غير بوغية.